# Ngũ vị tử bắc
Ngũ vị tử bắc (danh pháp: Schisandra chinensis) là một loài thực vật có hoa trong họ Schisandraceae. Loài này được (Turcz.) Baill. miêu tả khoa học đầu tiên năm 1868.

## Hình ảnh

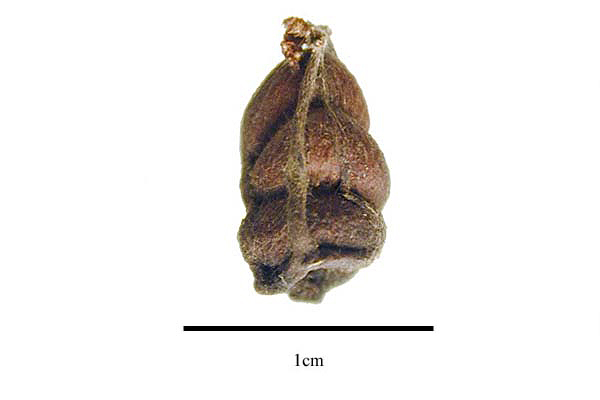
Quả
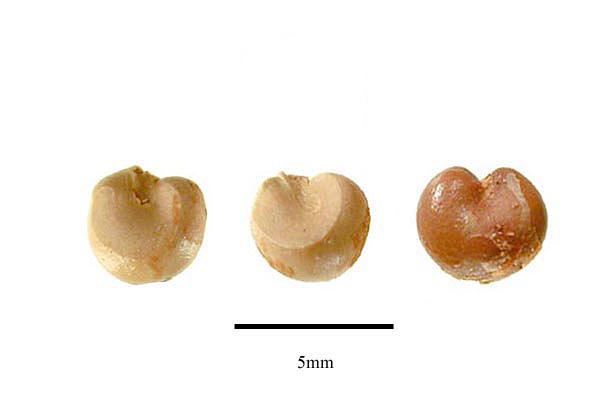
Hạt
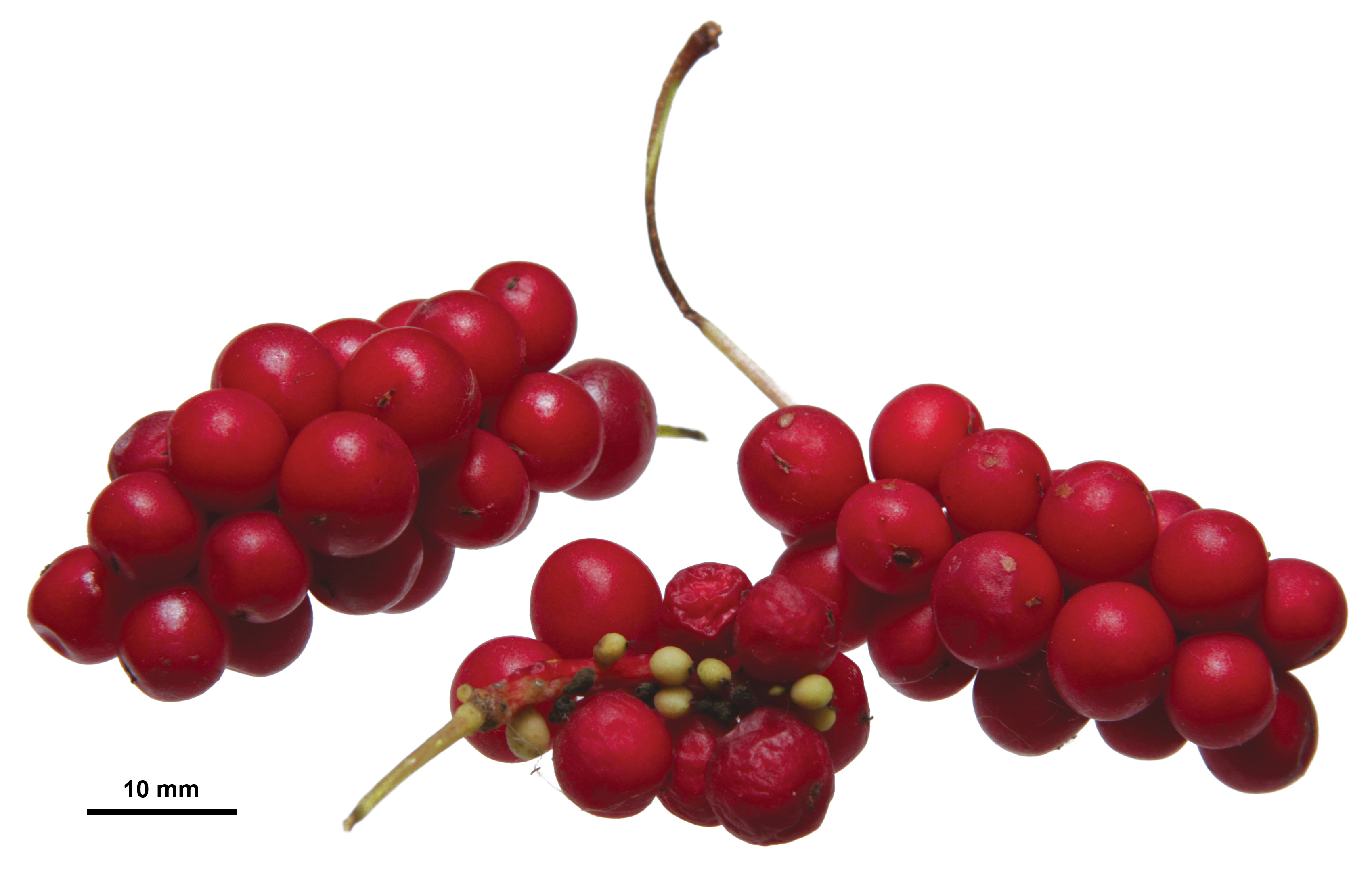
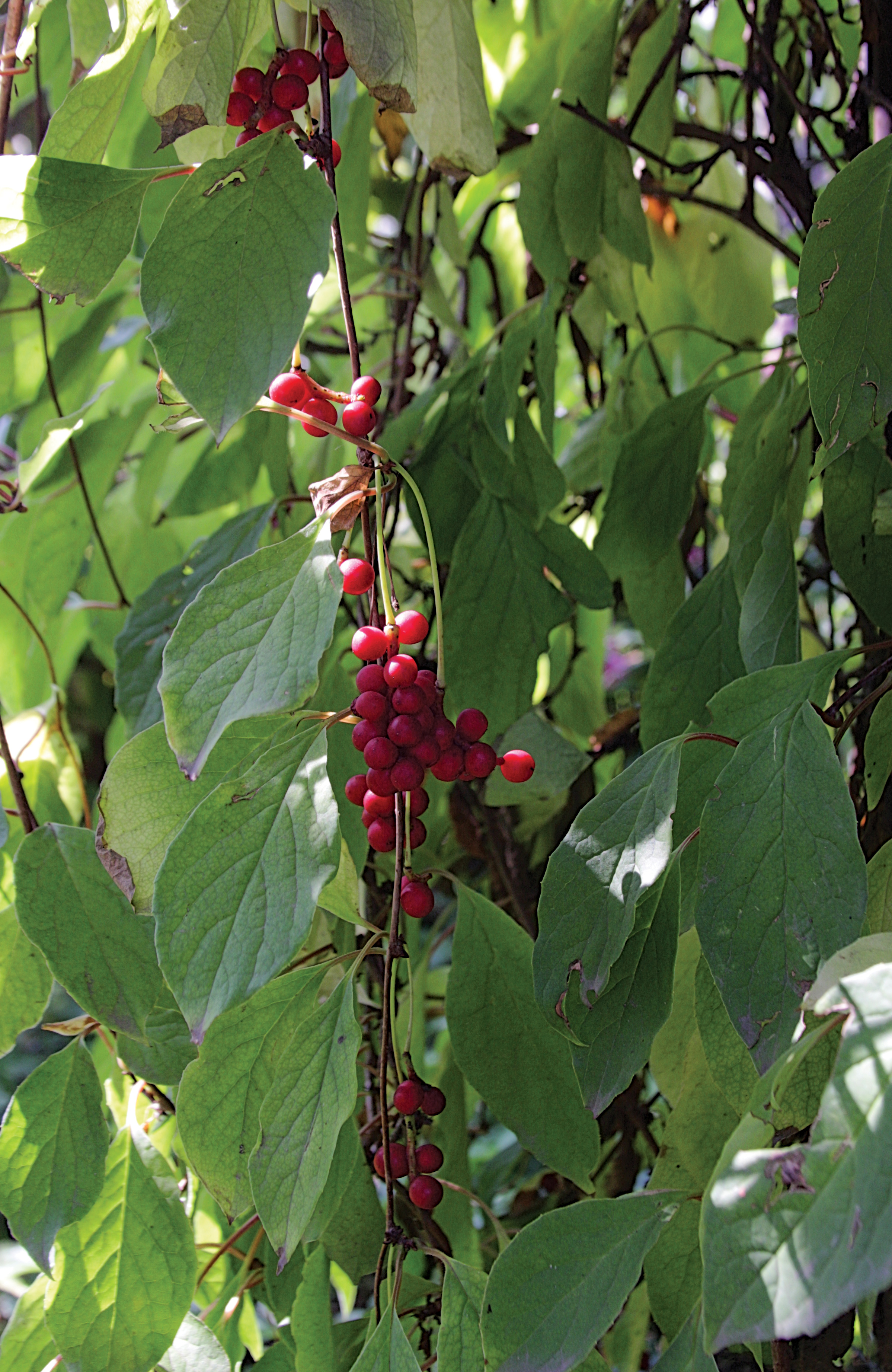
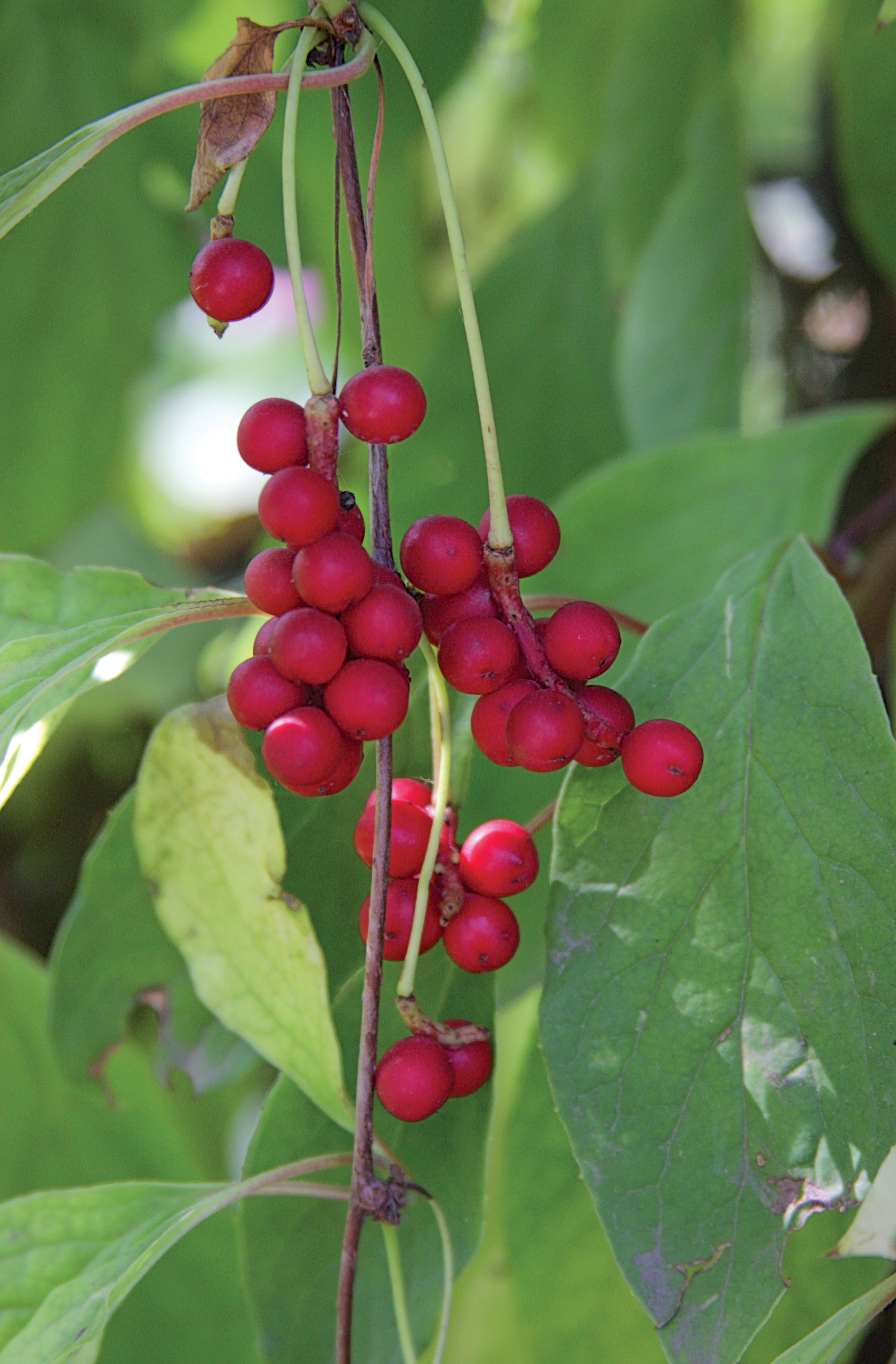
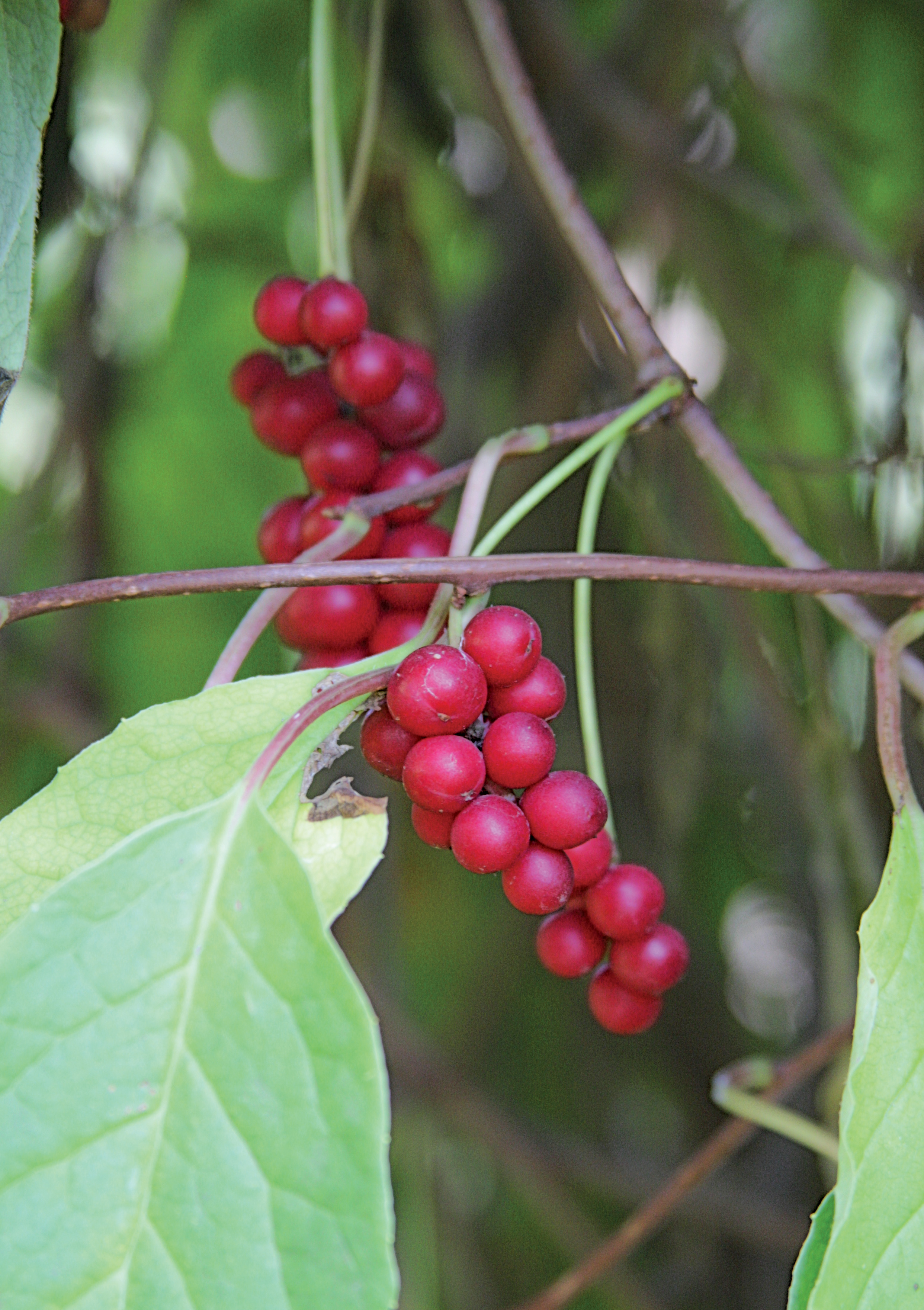